# Urban (priimek)
Urban je priimek več znanih ljudi:
- Cecilij Urban (1888—1958), slovenski bibliograf, prevajalec in pisatelj
- Karl Urban (1894—1918), avstro-ogrski častnik, vojaški pilot in letalski as
- Karl von Urban (1802—1877), avstrijski feldmaršalporočnik
- Karl-Heinz Urban (*1972), novozelandski filmski igralec
- Keith Urban (*1967), avstralski kantri (country) glasbenik
- Jerzy Urban (1933—2022), poljski (komunistični) novinar, publicist, politik, vladni govorec
- Joseph Maria Urban (1872—1933), avstrijsko-ameriški arhitekt in scenograf
- Jovan-Jan Urban (1876—1952), češko-srbski skladatelj in glasbeni pedagog
- Milo Urban (1904—1982), slovaški književnik
- Stanisław Urban (1907—1940), poljski veslač